# アラ・ヤロシンスカヤ
アラ・ヤロシンスカヤ （ウクライナ語: Ярошинська Алла Олександрівна、1953年2月14日-）は、ウクライナのジャーナリスト、政治家。
ウクライナ西部のジトーミルに生まれた。キエフ大学卒業後、13年間地方紙の記者。1986年のチェルノブイリ原子力発電所事故ののち、情報統制の枠を破って取材を重ね、ソビエト連邦政府の事故対応の問題点を糾弾し続けた。
1989年、ソビエト連邦人民代議員大会の議員に当選。地域間代議員グループに所属して事故の真相と責任を追及、被害者救済のために活動した。
1991年のソビエト連邦の崩壊後に公表された秘密文書を入手し、1992年に«Чернобыль. Совершенно секретно»（『チェルノブイリ極秘―隠された事故報告』和田あき子訳、平凡社、1994年4月）を出版、住民の苦難の実相とこれをもたらした背景、政府の意思決定の秘密、政治家・学者の無責任さを明らかにした。
イズベスチア、コムソモリスカヤ・プラウダ、ノーヴァヤ・ガゼータ、ニューズウィーク、ニューヨーク・タイムズなどに記事を書いているほか、著書・論文多数。
1992年10月28日、日本記者クラブで会見に応じた。
同年、アメリカ合衆国の医学者ジョン・ゴフマンとともにライト・ライブリフッド賞を受賞。2005年、1000人のピースウーマンの一人に選ばれた。